# Красный Очаг
Красный Очаг — хутор в Каневском районе Краснодарского края.
Входит в состав Новоминского сельского поселения.

## Население
| 2002 | 2010 |
| ---- | ---- |
| 178  | ↘140 |